# Circonscription législative de la province d'Aklan
La province d'Aklan aux Philippines est constituée d'une circonscription législative représentée par un député à la Chambre des représentants.

## Histoire
Les territoires de la province dépendaient, avant sa création en 1957, de la 2e et 3e circonscriptions législatives de la province de Capiz.

## Circonscription unique
- Population (2015) : 574 823

| Période                     | Député                     |
| --------------------------- | -------------------------- |
| 4e Congrès 1957-1961        | Jose B. Legaspi            |
| 5e Congrès 1961-1965        | Godofredo P. Ramos         |
| 6e Congrès 1965-1969        | Rafael B. Legaspi          |
| 7e Congrès 1969-1972        | Rafael B. Legaspi          |
| Batasang Pambansa 1984-1986 | Rafael B. Legaspi          |
| 8e Congrès 1987-1992        | Ramon B. Legaspi           |
| 9e Congrès 1992-1995        | Allen S. Quimpo            |
| 10e Congrès 1995-1998       | Allen S. Quimpo            |
| 11e Congrès 1998-2001       | Allen S. Quimpo            |
| 12e Congrès 2001-2004       | Gabrielle V. Calizo-Quimpo |
| 13e Congrès 2004-2007       | Florencio T. Miraflores    |
| 14e Congrès 2007-2010       | Florencio T. Miraflores    |
| 15e Congrès 2010-2013       | Florencio T. Miraflores    |
| 16e Congrès 2013-2016       | Teodorico T. Haresco, Jr.  |
| 17e Congrès 2016-2019       | Carlito S. Marquez         |